# Cuautla (Morelos)
Cuautla è una città del Messico, situata nello stato federato di Morelos.
Nell'omonima battaglia combattuta nel 1911 durante la rivoluzione maderista, le forze ribelli comandate dall'emergente Emiliano Zapata arrestarono un duro colpo alle forze federali fedeli a Porfirio Díaz e lo costrinsero a rassegnare le dimissioni da presidente del Messico.